# Acer heldreichii
Acer heldreichii, el arce griego o arce de Heldreich, es una especie de planta perteneciente a la familia de las sapindáceas.

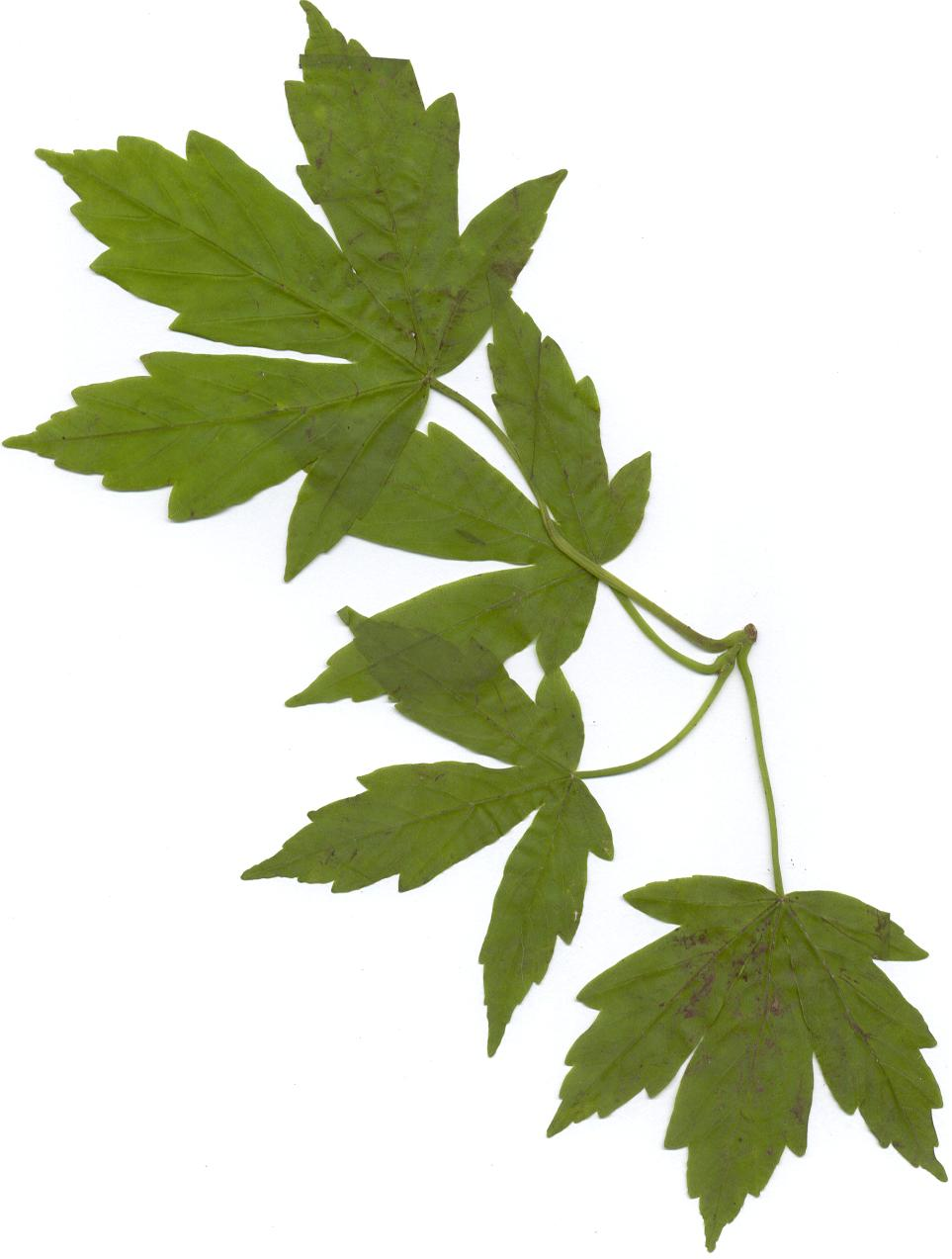
Detalle de la hoja.

## Descripción
Es un árbol que alcanza un tamaño de hasta 15 m de altura. Las hojas son pecioladas y están profundamente lobuladas y, a menudo, cortadas por casi a la base. La aleta central que tiene de 8 a 12 cm. Las hojas son de color verde, lisas y brillantes de la parte superior. Desde el fondo de un color verde amarillento. Las flores son de color amarillo y se encuentran en inflorescencias erguidas. Los frutos son sámaras con alas arqueadas. Tienen una longitud de 4-5 cm.

## Distribución
Se encuentra en los Balcanes: Albania, en Bulgaria, en los países de la antigua Yugoslavia y en Grecia. En Asia, puede encontrarse en Turquía, en Armenia, en Azerbaiyán, en Georgia y en Rusia.

## Taxonomía
Acer heldreichii fue descrita por Theodoros Georgios Orphanides ex Pierre Edmond Boissier y publicado en Diagnoses Plantarum Orientalium Novarum. Lipsiae [Leipzig] ser. 2, 5: 71, en el año 1856.
Etimología
Acer: nombre genérico que procede del latín ǎcěr, -ĕris = (afilado), referido a las puntas características de las hojas o a la dureza de la madera que, supuestamente, se utilizaría para fabricar lanzas. Ya citado en, entre otros, Plinio el Viejo, 16, XXVI/XXVII, refiriéndose a unas cuantas especies de Arce.
heldreichii: epíteto otorgado en honor del botánico alemán Theodor Heinrich von Heldreich.
Variedades aceptadas
- Acer heldreichii subsp. trautvetteri (Medw.) A.E.Murray

Sinonimia
- Acer heldreichii f. cruciatum Jovan.-Dunj.
- Acer heldreichii var. macropterum (Vis.) Pax
- Acer heldreichii f. macropterum (Vis.) Schwer.
- Acer heldreichii f. obtentum Jovan.-Dunj.
- Acer heldreichii subsp. visianii (Nyman) K.Malý
- Acer macropterum Vis.
- Acer visianii Nyman[4]